# Піт Бернс
Пітер «Піт» Джоззепі Бернс (англ. Peter Jozzepi Burns, 5 серпня 1959—23 жовтня 2016) — британський співак і композитор, найбільше відомий як соліст гурту «Dead or Alive», що одержав популярність в 1985 році з виходом синглу «You Spin Me Round (Like a Record)».

## Раннє життя
Піт Бернс народився 5 серпня 1959 року в Порт-Санлайт, (англійське графство Мерсісайд). Його батько Френсіс Бернс — англієць, мати Евеліна Марія Беттіна Кіттнер фон Худец (1913—1987) — єврейка з німецького Гайдельберга. Евеліні Бернс було 46 років, коли народився Піт. Бернс описав своє дитинство у своїй автобіографічній книзі Freak Unique, де згадував алкоголізм матері та її спроби самогубства. Не зважаючи на це, він все рівно вважав свою матір «абсолютно найкращою у світі». Бернс розмовляв німецькою до п'яти років, через що місцеві діти, що часто гралися біля його будинку, кричачи «Хайль Гітлер». Шкільні дні були для Піта мукою і мати дозволяла йому залишатися вдома, щоб уникнути насмішок однокласників і вчителів, які вважали його занадто жіночним. Піт кинув школу в віці 14 років після того, як його викликали до кабінету директора, тому що він прийшов до школи «без брів, яскраво рудим волоссям і гігантською сережкою». Приблизно в цьому віці він був зґвалтований чоловіком, який підвозив його. Пізніше він згадував, що не був засмучений цим досвідом. До 18-ти років жив випадковими заробітками.
У Бернса був старший брат Тоні, який народився в 1948 році.

## Кар'єра
Вперше Піт Бернс привернув до себе увагу публіки лише своїм епатажним виглядом, але потім вийшов сингл «You Spin Me Round (Like a Record)», який отримав статус золотого, будучи проданим у кількості не більше ніж 500 000 копій і посів високі місця в чартах по всьому світу (#1 UK Singles Chart).
На старті своєї кар'єри Бернс працював в музичному магазині Probe Records в Ліверпулі. Цей магазин був відомий тим, що в той час став місцем зустрічі для перспективних молодих музикантів. До утворення гурту Dead or Alive Піт Бернс був учасником гуртів Mystery Girls і Nightmares in Wax, які грали в стилі хоррор-панку. Nightmares in Wax випустили 12" сингл «Black Leather» і 7" сингл «Birth of a Nation», але так і не створили жодного альбому. Похований на кладовищі Кенсал-Грін у Лондоні.

## Особисте життя

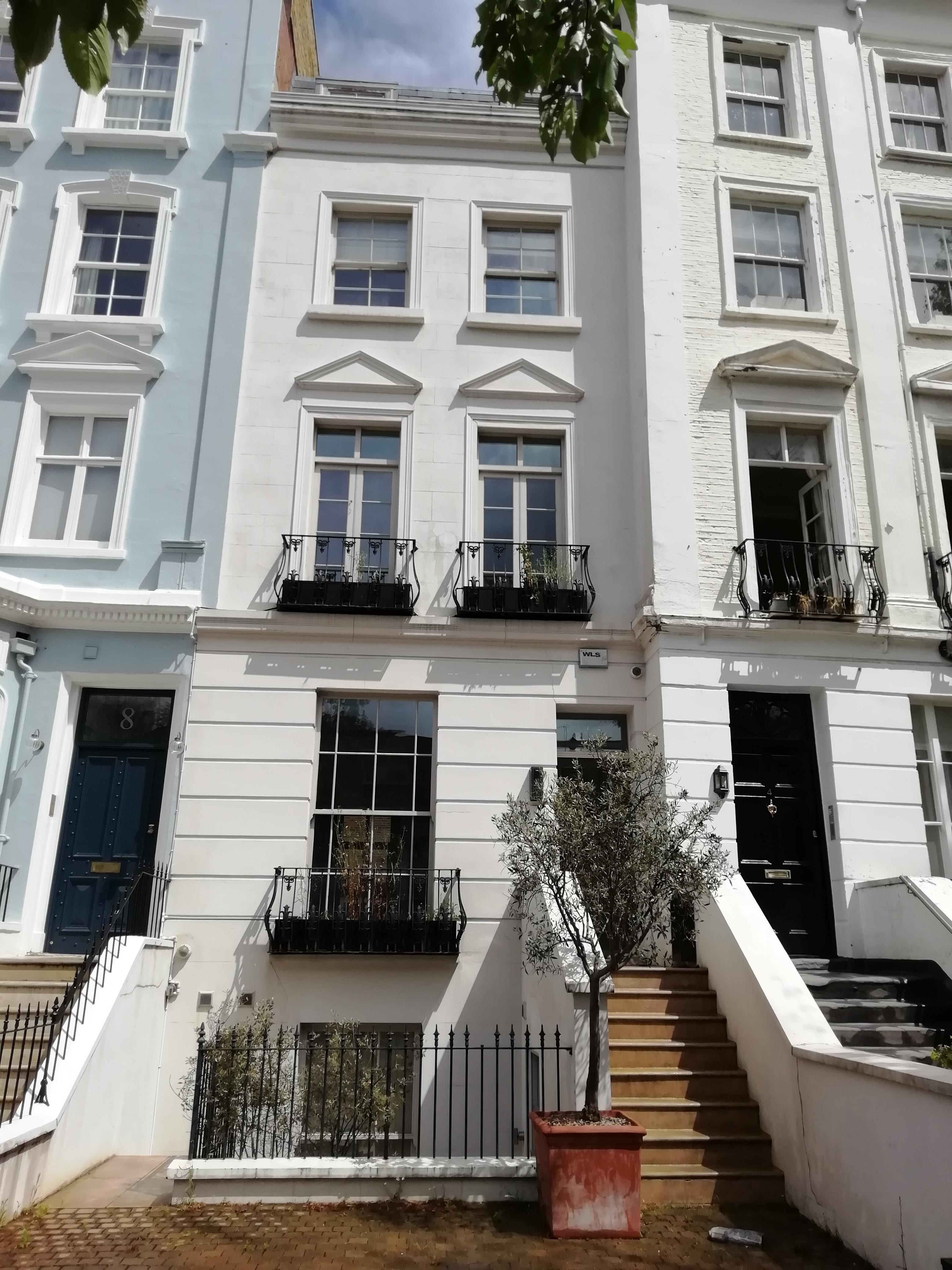
Колишній будинок Піта Бернса в Ноттінг Хілл Гейт, Лондон, W11

Бісексуал. Був одружений з Лінн Корлетт , з якою познайомився в перукарні, де вони разом працювали. В 2006 році пара розлучилася. В 2007 році Бернс одружився з Майклом Сімпосоном
23 жовтня 2016 року у віці 57 років Піт Бернс помер внаслідок серцевого нападу..

## Дискографія
Альбом
1992: Love, Pete
Синґл
1994: Sex Drive
2004: Jack and Jill Party
2010: Never Marry an Icon

## Книги
- Burns, Pete (2006). Freak Unique: My Autobiography. John Blake Publishing. ISBN 978-1844-542-987.